# بياتريس أورتيز
بياتريس أورتيز (بالإسبانية: Beatriz Ortiz Muñoz)‏ هي لاعبة كرة الماء إسبانية، ولدت في 21 يونيو 1995 في روبي في إسبانيا.

## وصلات خارجية
- بياتريس أورتيز على موقع الاتحاد الدولي للسباحة (الإنجليزية)
- بياتريس أورتيز على موقع اللجنة الأولمبية الدولية (الإنجليزية)
- بياتريس أورتيز على موقع أوليمبيديا (الإنجليزية)